# Xir Bahram Khuttalani
Xir Bahram Khuttalani (+1366) fou un amir cap dels Khuttalani a Transoxiana.
Quan Kai Khusraw Khuttalani, cap dels Khuttalani, es va enemistar amb Amir Husayn, es va posar al servei dels mongols que ocupaven Transoxiana (vers 1362) i va perdre la direcció del tuman que va passar al seu parent Xir Bahram. Amb khuttalanis que van desertar als mongols va formar un grup que va posar al servei de Tamerlà (1364). Tamerlà va explicar que pretenia apoderar-se de la fortalesa d'Olaju (Olarchu) prop de Balkh, que tenia com a comandant a Munguli (o Mengheli o Mengli) Bugha Selduz, on deixaria els materials i llavors atacaria sobtadament a l'exèrcit jat; esperava que Munguli se li uniria ja que era un vell amic de Xir Bahram Khuttalani i per això li va enviar a aquest a convèncer-lo però el comandant va rebutjar canviar de bàndol ja que també era un antic amic d'Ilies Khoja el virrei i no li podia ser deslleial.
Més tard el grup de Tamerlà i Husayn va anar a Khuttalan. Xir Bahram Khuttalani i Bulad Bugha van presentar queixes contra Husayn i aquest pel seu costat es va queixar dels mateixos dos amirs; Tamerlà va trampejar el conflicte com va poder però cadascun romania dins la seva horda sense barrejar-se; Husayn no es va estar de criticar a Xir Bahram Khuttalani davant d'aquest mateix fins que aquest va marxar cap a Belgavan, la capital dels Khuttalani. Yazdi atribueix aquesta marxa, que xifra en 43 dies, a que havia anat a visitar a la família. Després de la batalla de Kaba Mitan o Tash Arighi en què els mogols foren derrotats decisivament i van haver d'evacuar el país, alguns amirs van canviar de bandol (com Xaikh Muhammad Sulduz). El virrei mogol Ilies Khoja va arribar amb les restes del seu exèrcit a la vora de Khujend on va acampar però va ajornar el pas del riu Sihun; Tamerlà va enviar a la zona a Xir Bahram Khuttalani i ell va seguir al darrere, però Ilies, al saber que s'acostaven, va creuar finalment el riu entrant al seu domini, en direcció a Almalik, la seva capital, en la ruta cap a la Xina. Xir Bharam va travessar el riu a Khujend i va acampar a Taixkent.
El 1365 Tamerlà va manifestar hostilitat a Amir Husayn. Bahram Jalayir i Xir Bahram Khuttalani que mai havien dit res de l'odi que tenien per Husayn, el van exposar aleshores, i Shir Bharam va aconsellar prevenir-se, perquè realment Husayn podria intentar alguna cosa. Timur va demanar proves i Shir Bahram va indicar que li demanaria perdó per carta a Husayn i si el perdonava seria perquè les seves intencions eren bones; però Husayn va contestar que només esperava el moment d'aniquilar-lo. Tsmerlà i els seus aliats van decidir reunir les seves forces cadascun al seu territori; Xhir Bahram va anar a Khuttelan a reunir les seves forces allí (però desconfiant, Timur li va fer deixar al seu fill Tash Khoja com hostatge a Samarcanda) acompanyat d'Adil Bahadur. Xir Bahram, arribant a Khuttelan, va reunir tropes a la fortalesa de Pelak Suturg, prop de Terak, i va convocar a la rebel·lió contra Husayn. Però aquest, com a bon polític, no va tardar en convèncer-lo de passar al seu costat i de trencar el seu jurament a Tamerlà amb diverses promeses.
Xir Bahram Khuttalani fou nomenat comandant de les forces de Husayn a les que es van unir Mubarak Shah Sanjari i Xaikh Muhammad Sulduz. Tamerlà fou convocat a una trobada personal amb Husayn al pas de Chuckchuck, però va rebre informació de que era una embuscada i s'havien enviat homes als dos costats del pas. La proposta era que Tamerlà deixaria les seves tropes on eren (prop de Kuzar) mentre les de Husayn romandrien a Shuganian i que amb 100 homes cadascun avançarien cap un lloc del pas on podrien discutir el repartiment de Mawara al-Nahr (Transoxiana). Tamerlà va fer ocupar per tropes seves els dos costats del pas sense que se'ls vegés i va avançar al punt de trobada amb 300 homes per deixar-ne 200 a Dehno i seguir amb els 100 restants, mentre que Husayn va complir l'acordat i portava nomes 100 homes. Però les forces amagades de Husayn van atacar llavors a Tamerlà; però les amagades d'aquest van reaccionar; inicialment Husayn tenia l'avantatge però finalment Timur va obtenir la victòria i va posar en fuita als adversaris.
Husayn, sospitant que havia estat traït per Xir Bahram Khuttalani, el va fer matar a Navandak.